# Argo (gruppo musicale)
Gli Argo (in greco Αργώ?) sono un gruppo musicale greco formato nel 2001 a Salonicco. Hanno rappresentato la Grecia all'Eurovision Song Contest 2016 con la canzone Utopian Land, dove non si sono qualificati dalle semifinali.

## Storia
Originariamente chiamato Europond il gruppo ha cambiato ufficialmente il suo nome nel 2016.
Il 9 febbraio 2016 è stato annunciato che la band avrebbe rappresentato la Grecia all'Eurovision Song Contest 2016. La canzone, Utopian Land, cantata in parte in inglese e in parte in greco pontico, è stata presentata il 10 marzo 2016. Gli Argo hanno cantato nella prima semifinale dell'Eurovision, che si è svolta il 10 maggio 2016 a Stoccolma, ma non si sono qualificati per la finale del 14 maggio. Il complesso è attualmente composto da sei membri.

## Membri
- Christina Lachana (Χριστίνα Λαχανά, voce)
- Maria Venetikidou (Μαρία Βενετικίδου, voce)
- Vladimiros Sofianidis (Βλαδίμηρος Σοφιανίδης, voce)
- Kostas Topouzis (Κώστας Τοπούζης, lira pontica)
- Ilias Kesidis (Ηλίας Κεσίδης, percussioni)
- Alekos Papadopoulos (Αλέκος Παπαδόπουλος, davul)